# Steve Breitkreuz
Steve Breitkreuz (* 18. Januar 1992 in Berlin) ist ein deutscher Fußballspieler.

## Karriere
Breitkreuz begann, wie sein Zwillingsbruder Patrick, das Fußballspielen in Berlin-Lichterfelde beim LFC Berlin und wechselte 2006 zu Hertha BSC, wo er bis zur Saison 2010/11 in den Jugendmannschaften und ab der Saison 2011/12 für die zweite Mannschaft auflief.
Zur Saison 2015/16 wechselte er in die 3. Liga zum FC Erzgebirge Aue. In dieser Spielzeit erzielte Breitkreuz fünf Tore in 36 Ligaspielen. In seiner ersten Zweitligasaison 2016/2017 spielte Breitkreuz alle 35 Pflichtspiele durch und erzielte dabei das entscheidende Tor beim 2:1-Auswärtssieg gegen den FC St. Pauli am 14. Oktober 2016 in der 90. Minute.
Zur Saison 2017/18 schloss sich Breitkreuz Mitkonkurrent Eintracht Braunschweig an. Sein Vertrag war für 3 Jahre gültig. Dieser wurde jedoch bereits nach einem Jahr vorzeitig aufgelöst.
Zur Zweitligasaison 2018/19 zog es ihn wieder zurück nach Aue, wo er einen bis 2021 gültigen Vertrag unterschrieb. Seit dem 1. Juli 2021 spielte er für den SSV Jahn Regensburg.
Im Sommer 2023 wechselte er zur zweiten Mannschaft des FC Bayern München.

## Erfolge
- Aufstieg in die 2. Bundesliga 2016 mit Erzgebirge Aue

## Familie
Sein Zwillingsbruder Patrick Breitkreuz ist ebenfalls Profifußballer.